# 黑河省
黑河省，是满洲国设置的一个省。

## 歷史
康德元年（1934年）5月28日，满洲国將黑龍江省分為三省，原黑龍江省北部的黑河道區劃分為黑河省，並在璦琿縣黑河街設立省公署，下轄璦琿縣、呼瑪縣、漠河縣、鷗浦縣、奇克縣、遜河縣、烏雲縣、佛山縣8縣。
为配合日本内阁的金本位政策调整，1933年6月14日满洲国政府颁布《产金购买法》，规定境内所有的黄金生产者均必须把黄金卖给满洲中央银行。关东军特务部也在1933年设立满洲采金事业调查部，制定了《满洲采金事业方策》。1934年5月3日，满洲国政府出台《满洲采金株式会社法》，5月16日日满合办“满洲采金株式会社”正式成立，作为东北黄金开采的统制、开发机构。在黑河设立满洲采金株式会社黑河总局，对黑河境内采金作业实行“统制”。1931年至1945年，在黑河地区掠夺黄金达4000多公斤。 
康德四年（1937年）12月新設孫吳縣，康德八年（1941年）8月1日佛山縣歸三江縣轄下。至康德十年（1943年）1月1日嫩江縣改由北安省管理，同年7月奇克縣、遜河縣合併為遜克縣，康德十二年（1945年）8月1日嫩江縣改由龍江省管理。

## 行政規劃
满洲国灭亡前黑河省轄管以下地區：
- 漠河縣
- 鷗浦縣
- 呼瑪縣
- 璦琿縣
- 烏雲縣
- 遜克縣

## 歴任省長
1. 鍾毓 (伪满)[4]：1934年12月1日 - 1937年7月1日
2. 許桂恒：1937年7月1日 - 1938年8月16日
3. 王子衡：1938年8月16日 - 1939年1月1日
4. 浜田陽児：1939年1月1日 - 1940年10月1日
5. 三浦恵一：1940年10月1日 - 1942年1月15日
6. 長野義雄：1942年2月13日 - 1945年3月12日
7. 村井矢之助：1945年3月12日 - 日本投降

## 废止
1945年8月满洲国灭亡。黑河省不复存在，原地方劃歸在嫩江省下。